# Mohamed Abou el Naga
Mohamed Abou el Naga (en árabe: محمد أبو النجا; Aldea de Serapeum, Gobernación de Ismailía, Egipto; 27 de mayo de 1994-Seis de Octubre, Egipto; 2 de agosto de 2025), más conocido como Bonga, fue un futbolista egipcio que se desempeñó como guardameta. Reconocido por su seguridad bajo los tres palos, su carrera profesional incluyó pasos destacados por clubes como Petrojet y Wadi Degla, equipo con el que consiguió el ascenso a la Liga Premier de Egipto en la temporada 2024-25.

## Trayectoria profesional
Abou-Naga comenzó su carrera en las filas del Ismaily para luego pasar por distintos clubes del fútbol local egipcio, alcanzando notoriedad al incorporarse al Petrojet, club en el cual jugó durante varias temporadas. Con un estilo sobrio y eficiente, se convirtió en una pieza clave del equipo, destacándose por su constancia y liderazgo.
En 2024, fue transferido a Wadi Degla, club que entonces competía en la Segunda División egipcia y donde rápidamente se consolidó como el arquero titular. Durante la temporada 2024-25, Abou-Naga disputó 29 partidos oficiales y fue figura en el histórico regreso del club a la Liga Premier de Egipto.
En 2025 se sumó al plantel de la selección de Egipto, llegando a participar en las eliminatorias de la Copa Africana de Naciones.

## Fallecimiento
El 2 de agosto de 2025, Mohamed Abou-Naga falleció a los 31 años tras complicaciones hepáticas que lo mantuvieron en coma durante varios días. Su muerte generó una gran conmoción en el fútbol egipcio. Clubes, compañeros y aficionados le rindieron homenaje destacando su humildad, entrega y compromiso profesional.
La noticia fue confirmada por el club Wadi Degla, que expresó su profundo pesar por la pérdida de quien fuera su arquero titular y uno de los protagonistas del reciente ascenso del equipo.